# موسوعة المصطلحات والمفاهيم الفلسطينية
موسوعة المصطلحات والمفاهيم الفلسطينيّة  موسوعة فلسطينية عمل على تأليفها د.محمّد إشتيّة عقِبَ جلسة قام بها مع ياسر عرفات الرئيس السّابق للسّلطة الفلسطينيّة ورأى الحاجة الماسّة لتأليف موسوعة بالمصطلحات التي تستخدم بشكل يومي في التّراث الفلسطيني وفي اللّقاءات السياسية.
كل هذه القضايا الّتي تتعلّق بالشأن الفلسطينيّ تمّ جمعها في حوالي ألف مصطلح. أهمّ الأُسس الّتي تمّ الاستناد عليها في تصنيف هذا المؤلّف هي: مجموعة قضايا أهمها أن المصطلح مألوف لذهن المواطن ولكن عمليا عنا شك أن الإنسان يعرف حقيقة هذا المصطلح، هذا من جانب.
ثانيا: عبر التّأريخ لحقبة زمنية في تاريخ الشعب الفلسطيني منذ العهد العثماني ومن ثم مرحلة الانتداب البريطاني وما تبعها من مراحل سياسية إلى المرحلة الحالية التي هي الاحتلال ومن ثم إنشاء السلطة الوطنية الفلسطينية وكذلك الأهم أنه في الأسس المعتمدة هي أن يكون هذا الأمر مصطلحا فلسطينيا بحتا شاملا وأن لا تغيب عنه الجغرافيا، بمعنى أخذنا مصطلحات في الـ 48 متداولة في حقبة زمنية معينة مصطلحات متداولة في الشتات الفلسطيني.
شارك في صياغة المصطلحات 56 كاتب ومفكر ومختص منهم:
- ساري حنفي
- عبد الستار قاسم
- أحمد مجدلاني
- إبراهيم الدقاق
- سميح شبيب
- شكري عراف
- عثمان أبو غربية
- عكرمة صبري
- قيس أبو ليلى
- بكر ابوبكر
- حسن البطل
- ممدوح نوفل
- غسان الخطيب
- المتوكل طه
- سامي مسلم
- يونس عمرو
- عبد الفتاح القلقيلي

## محتويات الموسوعة
تحتوي الموسوعة على مصطلحات متعلقة بفلسطين (إتفاقيات، أحزاب، حركات، حروب، مشاريع سياسية وغيرها). هذه بعض المصطلحات والقضايا الّتي وًرًدت في محتويات موسوعة المصطلحات والمفاهيم الفلسطينيّة:
| - الحرب العربية الاسرائيلية 1948 - مجزرة صبرا وشاتيلا - الهدنة - فلسطين - احزاب سياسية - الجبهة الديمقراطية لتحرير فلسطين - الجبهة الشعبية لتحرير فلسطين - الحزب الشيوعي الفلسطيني - الحروب العربية الإسرائيلية - مؤتمر مدريد للسلام - حزب التحرير الاسلامي - منظمة التحرير الفلسطينية - تاريخ - الميثاق الوطني الفلسطيني - الحكم العسكري الاسرائيلي - الدولة الفلسطينية - مشاريع - لجان الزكاة - الوحدة الوطنية - فلسطين - مفاوضات السلام الفلسطينية - الإسرائيلية - يوم الارض 1976 - خارطة الطريق - عرب الداخل - عملية سلامة الجليل - عملية ميونيخ - العقوبات الجماعية - الكفاح المسلح - مشروع روجرز - حركة المقاومة الإسلامية - حماس - حرب المخيمات - اتفاقية جنيف الرابعة - فلسطين - النظام السياسي | - حركة التحرير الوطني الفلسطيني - فتح - التجمع الوطني الديمقراطي - الثلاثاء الحمراء - المساعدات الاجنبية - فلسطين - الكوتا الانتخابية - روابط القرى - تقرير ميتشيل - املاك الغائبين - قصيدة الثلاثاء الحمراء - إبراهيم طوقان - حركة فتح - الانشقاق - مرج ابن عامر - اتفاقية كامب ديفيد الأولى 1978 - اتفاقية سايكس بيكو - معاهدة - الجدار الفاصل - جدار الفصل العنصري - حق العودة - فلسطين - اللاجئون الفلسطينيون - حركة الجهاد الإسلامي - فلسطين - مؤتمر جنيف 1975 - القرى الفلسطينية المهجرة - المدمرة - مشروع المملكة العربية المتحدة 1972 - المجلس الاقتصادي الفلسطيني للتنمية والإعمار (بكدار) - الحرب العربية الإسرائيلية 1973 - حرب أكتوبر - تشرين - الحرب العربية الإسرائيلية 1956 - العدوان الثلاثي - ازمة السويس - خطة - مشروع الون - العمليات الاستشهادية - الانتحارية - الحرب العربية الإسرائيلية 1982 - اجتياح بيروت - غزو لبنان - قرار تقسيم فلسطين 181 - اتفاقيات اوسلو - اتفاقية - اتفاق 1993 - الحرب العربية الإسرائيلية 1967 - حرب حزيران - النكسة - خطة دروبلز | - كتيبة الجرمق - حركة الأرض - مطار الثورة - مقابر الأرقام - الرصد الثوري - فلسطين الثورة - حركة أبناء البلد - لجنة المبادرة الدرزية - معركة الكرامة - حق تقرير المصير - جبهة الرفض - الاعتقال الإداري - الترانسفير |